# Robledo de la Valduerna
Robledo de la Valduerna es una localidad española de la provincia de León, en la comunidad autónoma de Castilla y León. Se encuentra en la sub-comarca de La Valduerna, parte de la Tierra de La Bañeza, y pertenece al municipio de Destriana.
Tiene una iglesia parroquial en honor de San Esteban Protomártir. En el antiguo territorio del término existen también dos ermitas rurales. El domingo cercano al 29 de septiembre se celebra la romería de San Miguel.

## Historia
Existen restos arqueológicos de épocas del Hierro, romana y altomedieval. Durante la época romana el gran centro urbano fue la ciudad de Astorga (Asturica Augusta), situada en la vía de la Plata. 
La zona donde se ubica esta localidad estaba incluida en la "civitas Astorica". Es mencionada desde el año 878. Coincidiendo con el proceso repoblador fruto de la Reconquista. El primer conde se llamaba Gatón. Siendo obispo en aquella época Indisclo. 
La repoblación de la Valduerna, se artícula en torno al monasterio de San Salvador de la Bañeza que data del siglo X. Se mencionan para eso época dos Castros: Castrillo de la Valduerna y Castrotierra que fueron el origen de las actuales poblaciones. En el siglo X se menciona Palacios del Rey, donde el rey leonés en persona impartía justicia.